# Wabulacinus ridei
Wabulacinus ridei — вид вимерлих сумчастих ссавців родини тилацинових (Thylacinidae), що жив у ранньому міоцені. 
«Wabula» на мові аборигенів Ван'ї — «древній», грец. kynos — «пес». Вид названо «ridei» на честь Девіда Райда за його довгострокову прихильність до австралійської палеонтології хребетних.  Визначена Стівеном Ро вага цієї тварини — 5340 гр (похибка 21%). Викопні рештки знайдені в Ріверслі, північно-західний Квінсленд. W. ridei був описаний на основі правого верхньощелепного фрагменту, що містить М1-2 і лівого нижньощелепного фрагменту з M3.